# Prosa medieval posterior a Alfonso X
Por prosa posterior a Alfonso X se entiende toda la obra en prosa compuesta entre la muerte de Alfonso X (1284) y el fin de la literatura de la Edad Media en España.
La llegada de Sancho IV el Bravo al trono estuvo motivada, en parte, por el rechazo de un sector de la alta sociedad castellana a la política de Alfonso X y a su admiración por la cultura árabe y judía. Por ello, el rey reaccionará contra estas tendencias, apoyado por su mujer, María de Molina. Esta actitud ortodoxa, acorde con el cristianismo y la moral conservadora se conoce como «molinismo», cuyos principios básicos son: anteponer a Dios sobre todas las cosas, esforzarse en terminar las buenas obras y guiarse por la razón —el «seso natural»—.
La corte se convierte en asiento de un nuevo modelo cultural. Esto no significa que el entramado literario que había propiciado el Rey Sabio desaparezca, sino que se ajusta al marco ideológico con el que los nuevos monarcas quieren identificarse. Ahora, triunfará el cultivo de la razón —frente a la búsqueda del saber— y la defensa del cristianismo se realizará no solo en el campo de batalla, sino en los textos —Barlaam e Josafat o la Gran conquista de Ultramar, por ejemplo—.
Ramón Menéndez Pidal calificó como «muy pobre y discutida» la actividad intelectual durante este reinado. No obstante, a la luz de las nuevas investigaciones, debe replantearse esta afirmación. Así, el profesor Orduna propone la existencia de un grupo intelectual surgido en torno a la escuela catedralicia de Toledo, con un proyecto cultural y político bien definido y cuya acción y estímulo determinó la aparición de un importante conjunto de textos, los cuales hasta ahora han sido vistos como hitos aislados o inconexos. Incluso piensa que la producción de Don Juan Manuel —amigo del arcediano Ferrán Martínez, posible autor del Libro del cavallero Zifar— y el Libro de buen amor podrían estar determinados por el programa cultural que elaboró la escuela catedralicia de Toledo. Por lo tanto, serían atribuibles a la corte del rey Sancho IV varias obras, clasificadas en:

## Obras de carácter enciclopédico
En esta categoría descuella el Libro del tesoro, traducción de Li Livres dou Tresor, enciclopedia compilada en Francia por Brunetto Latini entre 1260 y 1267 y después ampliada en Florencia (h. 1275). A España llega solo la primera versión, de la que se conservan trece manuscritos. Lo curioso es que en unos se cita como promotor de la traslación a Alfonso X y en otros a Sancho IV. Por lo que es posible que se hicieran dos traducciones de la misma obra.

## Obras doctrinales

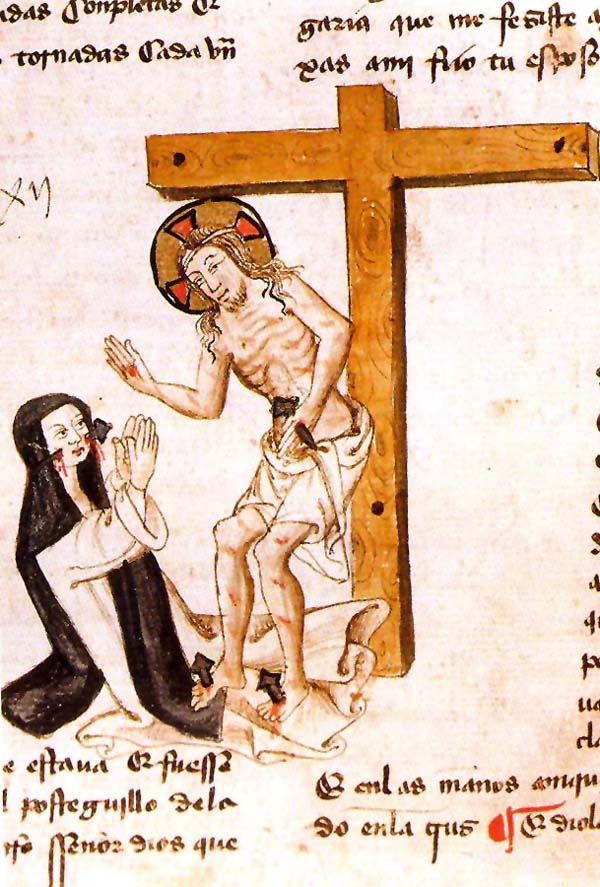
Castigos de Sancho IV.

Continuando con la labor iniciada décadas atrás, los intelectuales de la época de Sancho IV emprenden la ejecución de varias obras con temática doctrinal, como:
- Lucidario. Es una miscelánea enciclopédica de fines del siglo XIII que «ordenó» —textualmente— compilar en castellano Sancho IV de Castilla a partir de fuentes latinas. La obra se compone de 106 capítulos que tratan asuntos curiosos y variados sobre todo tipo de saberes, tanto teológicos como de historia natural, al modo en que era frecuente en la literatura medieval. Adopta la estructura oriental de respuestas de un maestro a preguntas de su discípulo.[9]
- Castigos de Sancho IV. Es conocida incorrectamente como Castigos e documentos del rey don Sancho IV, es una obra en prosa en lengua castellana de finales del siglo XIII. Pertenece al género de los specula principis (espejo de príncipes), tratados que tenían como objeto diseñar las líneas de comportamiento de los príncipes para modelarlos como gobernantes ideales, estableciendo simultáneamente las bases de lo que debería ser un estado cristiano. Se trata, pues, de un ejemplo de literatura didáctica y moralizadora, típica del siglo XIII.[10]
- Libro del consejo e de los consejeros. Atribuido a un cierto maestro Pedro, es un manual acerca de las relaciones que el rey debía mantener con sus consejeros en el que se retoman temas tratados en el Secreto de los secretos y la Segunda Partida. Está inspirado en el Liber consolationis et consilii de Albertano de Brescia.[11]

## Obras historiográficas
En contra de lo que pudiera pensarse, Sancho IV continúa la redacción de la Estoria de España, pero como medio de justificar los actos que lo han llevado al trono y de inculcar en la aristocracia un modelo de conducta caballeresca que la vincule a la corona. Es la que se conoce como Versión amplificada de 1289, cuya mayor importancia radica en que modificará profundamente el género historiográfico, pues pone los cimientos para que se pase de una «crónica general» —es decir, texto que pretende registrar todos los hechos acontecidos en España— a una crónica real —esto es, el que ajusta su relato a los sucesos de un reinado concreto—.

## Obras de ficción
- Barlaam e Josafat. Contiene una versión de la historia de Buda muy transformada y que sirve de marco a un conjunto de exempla afines a las colecciones de origen oriental, como el Calila e Dimna o el Sendebar. Se nos ha transmitido en varios manuscritos del siglo XV que presentan rasgos lingüísticos anteriores que podrían datar del siglo XIII o del primer cuarto del XIV, pues la historia que se cuenta fue tomada como base del Libro de los estados (h. 1326[14]) del infante don Juan Manuel.[15][16]

- Gran conquista de Ultramar. Incluye una crónica muy novelesca de la conquista de Jerusalén durante la Primera Cruzada y que data de entre 1291 y 1295 en su primera redacción. En el texto se incluyen narraciones independientes de gran interés procedentes de la épica francesa, como la historia de El caballero del cisne, Berta la de los grandes pies o el Mainete.[17] El manuscrito más antiguo y también más extenso en el que se nos ha transmitido (360 folios) se conserva en la Biblioteca Nacional de Madrid y fue compuesto en 1295.[18]

## De Fernando IV a Alfonso XI (1295-1350)

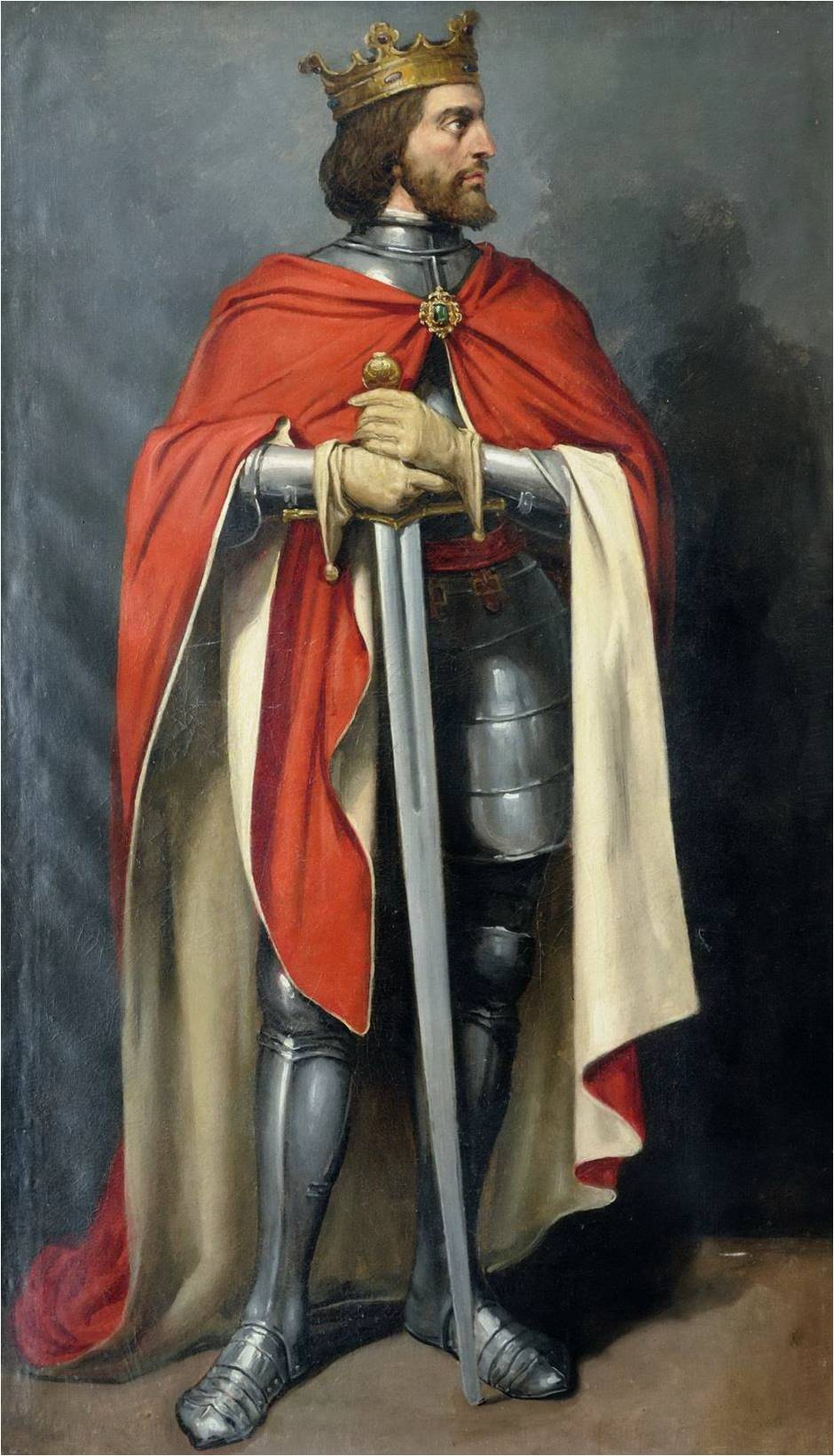
Retrato de Alfonso XI el Justiciero.

Con la muerte de Sancho IV, su mujer, María de Molina, queda relegada en la corte a un segundo plano. Sin embargo, su papel será fundamental —primero como reina madre y después como reina abuela— a la hora de intentar mantener un orden social y político que dibujará los nuevos modelos de ficción.

### Historiografía
Para los sucesores de Alfonso X la historia ya no es tanto una interpretación del pasado para sostener el presente, cuanto un marco en el que justificar sus comportamientos políticos. Por tanto, no es raro que en el siglo XIV adquieran especial valor las crónicas reales y que en el XV aparezca las llamadas crónicas particulares.

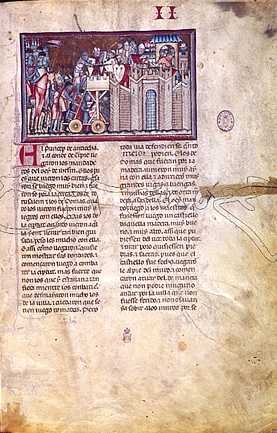
Folio de la Gran conquista de Ultramar.

- Derivaciones de la Estoria de España. Los cronistas de esta centuria prefirieron manejar los cuadernos de trabajo a los que, tras el parón de 1275, se había continuado allegando materiales. Surgen, así, dos proyectos muy distintos, pero animados por parecidos propósitos: la Crónica de veinte reyes y la Crónica de Castilla.[23]
- Crónicas reales. Su principal objetivo era relatar las acciones emprendidas por los monarcas de la época, especialmente de la Corona de Castilla. El nacimiento de este nuevo género supuso, también, la aparición de un nuevo tipo de escritor: el cronista real; esto es, aquella persona designada por el monarca para que diera cuenta de sus fechos.[24]

### La labor legislativa de Alfonso XI
Desde que el monarca asume la mayoría de edad en 1325, tres serán las claves de su pensamiento político: la caballería como su modelo de corte; la recuperación de la trama historiográfica para comprender el presente y justificarlo y la restauración de un orden jurídico que lo convierta en el centro de una teoría y de una práctica legislativa.
Esta restauración toma cuerpo en tres ordenamientos: el de Burgos (1338), el de Villa Real (1346) y el de Alcalá (1348). Sin duda es este último el texto descollante en este ámbito, heredero directo de las Siete Partidas de Alfonso el Sabio.

### La literatura para el entretenimiento cortesano
Bajo este epígrafe se recoge los numerosos tratados de caza, de entre los que destacan el Libro de cetrería y Tratado de cetrería, relativos a temas cinegéticos, que tanto gustaban a los miembros de la corte del rey Sancho.

### El desarrollo de la ficción

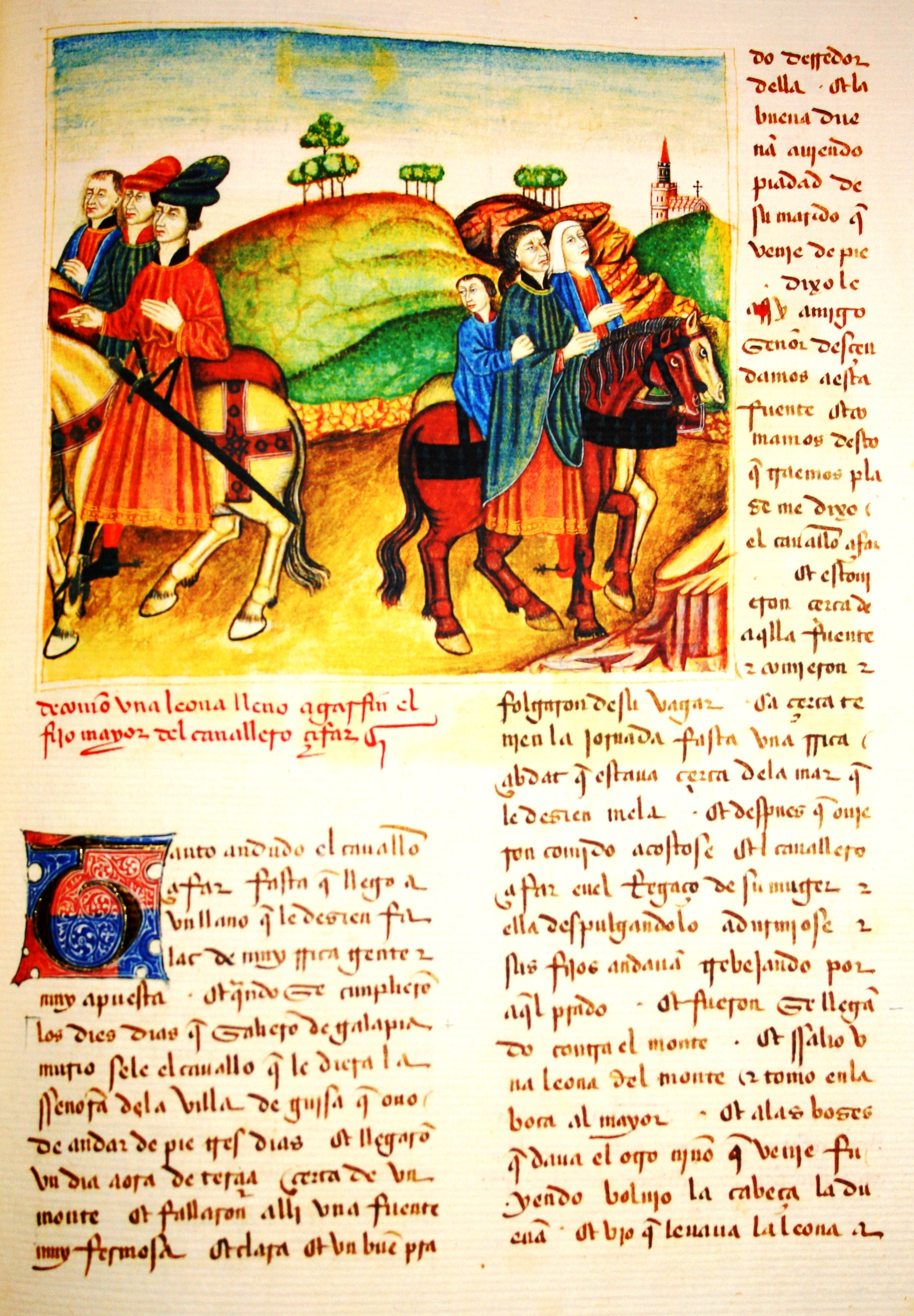
El Livro del cavallero Zifar, primera relato de ficción extenso de la literatura española.

Gómez Redondo utiliza el término romance en este contexto para referirnos a las obras de ficción en prosa.
- Los romances de materia hagiográfica conocen en los años finales del siglo XIII y en las primeras décadas del XIV un gran desarrollo debido —sin duda— a la influencia de María de Molina. En este grupo destacan dos: la Estoria de Santa María Egiçiaca y El Cavallero Pláçidas.[29]
- Libro del caballero Zifar. Es el primer relato de aventuras de ficción extenso de la prosa española[30] y fue compuesto hacia 1300. Presenta rasgos de la novela de caballerías y fue escrita probablemente por un tal Ferrand Martínez, clérigo de Toledo, que aparece en un cuento del prólogo.
- Romances de materia caballeresca. Estas obras eran consideradas como universales espejos de príncipes y señores, por lo que su expansión fue europea y formó una intrincada red de obras, aunque de rasgos e intenciones comunes.[31]
- Romances de materia carolingia. En el siglo XIV, aún bajo la influencia del pensamiento molinista, lo que importaba de la figura de Carlomagno era la posición que desempeñaba en el entramado político-moral de su corte. Se tejieron cuatro historias en torno al emperador: Flores y Blancaflor, Mainete, Cuento del emperador Carlos Maynes y Enrique, fi de Oliva.[32]
- Romances de materia historiográfica. Destaca la Materia de Troya, que no solo alude a los hechos bélicos relativos a la Guerra de Troya, sino también a la historia, la política, la cultura, las costumbres y, de manera especial, la mitología de Grecia. Porque, de hecho, la materia troyana constituye una «materia de Grecia».[33]

### La propaganda religiosa y la afirmación doctrinal
El movimiento de renovación religiosa promovido por María de Molina no solo toma cuerpo en obras literarias como el Zifar, sino en tratados específicos que, a lo largo de la primera mitad del siglo XIV, comienzan a redactarse en castellano. Buenos ejemplos de ello son el debate titulado Visión de Filiberto, los Dichos de los Santos Padres de Pero López de Baeza y el Tratado de la Asunción de la Virgen María del infante Don Juan Manuel.

### Los tratados políticos
- La Glosa castellana al Regimiento de príncipes. Hacia 1344, Bernabé (obispo de Osma), ordenó trasladar la obra de Egidio Romano, De regimine principum, a Fray Juan García de Castrojeriz, de la Orden de los Frailes Menores, confesor de la reina María de Portugal y preceptor del príncipe Pedro.[38]
- Avisaçión de la dignidad real. El contexto más probable para situarla sea el segundo cuarto del siglo XIV, cuando Alfonso XI ya había asumido la mayoría de edad. (La Avisaçión se compone de un prólogo y veintisiete capítulos. El prólogo trata sobre la dignidad de la corte.[39]
- Tratado de la comunidad, versión abreviada del Communiloquium —manual de ayuda para los predicadores en el que se les facilitaba un variado repertorio de ejemplos con los que adoctrinar a los fieles según su categoría social, edad, sexo o circunstancias personales— de  Juan de Gales. Se compone de dos partes: sobre el regimiento de la comunidad y el gobierno y sobre el regimiento del individuo.

## El infante Don Juan Manuel (1282-1348)
Aunque construya su obra a lo largo del siglo XIV, su concepción cultural hereda los modelos literarios alfonsinos, pero tamizados por los valores morales y religiosos de la corte de Sancho IV. No en vano, los inicios literarios de Don Juan Manuel —entre 1320 y 1325— siguen la senda fijada por su tío Alfonso X para la prosa literaria: historia (Crónica abreviada), disposiciones jurídicas para la caballería, su estamento (Libro del cavallero et del escudero) y entretenimiento.

### Producción historiográfica
El estudio y aprendizaje de la historia es un pilar básico en el sistema de educativo expuesto en el Libro de los estados: 

Et después, deuen fazer quanto pudieren por que tomen plazer en leer las coronicas delos grandes fechos et de las grandes conquistas et delos fechos de armas et de cauallerias que acaesçieron [...]
 Libro de los estados, I, LXVII.

Según el Prólogo general, sobre esta materia había escrito dos obras: «[...] et el otro, de la cronica abreui[a]da; et el otro, la cronica cumplida [...]». De las que solo nos ha llegado la primera.

### La reflexión sobre la caballería

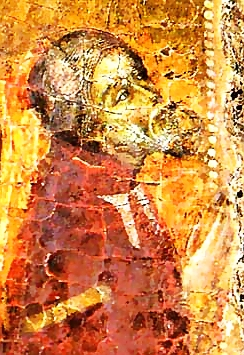
Don Juan Manuel.

En este epígrafe se incluyen dos textos:
- Libro del cavallero et del escudero. Este libro se compone de un prólogo y cincuenta y un capítulos, de los que se han perdido desde el final del tercero hasta el principio del decimosexto. El prólogo tiene su importancia porque indica cómo ha compuesto la obra.[42]
- Libro de los estados. Se redactó entre 1327 y 1332. Por lo que respecta a la estructura, es difícil de determinar por la heterogeneidad de los materiales compositivos y la desmañada capitulación, obra, quizá, de algún copista.

### La prosa didáctica, doctrinal y de ficción
Aquí se recogen las obras intituladas como:
- Libro infinido. Es una suerte de regimiento aristocrático de don Juan Manuel para su hijo y se presenta como una síntesis del Libro de los estados, al que remite a menudo para la explicación de temas que aquí solo se esbozan.[43]
- Libro de las tres razones. En esta obra, Don Juan Manuel pretende demostrar la superioridad de su linaje.[43] Y el verbo «demostrar» es el más preciso, pues la clave de la obra se encuentra en el término «razón», que para Don Juan Manuel significa «razonamiento», «argumento», «prueba»; pero también —según la tradición tomista— organización literaria concreta con la que se logra la confirmación de algún hecho o pensamiento.[43]
- Tratado de la Asunción de la Virgen María. Se considera que es la última obra de Don Juan Manuel porque no aparece mencionada en su Prólogo general —escrito en 1342— y porque presenta rasgos propios de su última etapa: el infante es autor, narrador y personaje, acumula pruebas a fin de demostrar un argumento previo.[43]
- Libro del conde Lucanor. Es la obra más conocida de Don Juan Manuel. En su mayor parte es un libro de exempla o cuentos moralizantes escrito entre 1330 y 1335 por el infante Don Juan Manuel. Está considerada la obra cumbre de la narrativa en prosa del siglo XIV de la literatura española.[43]

## De Pedro I (1350-1369) a Juan I (1379-1390)

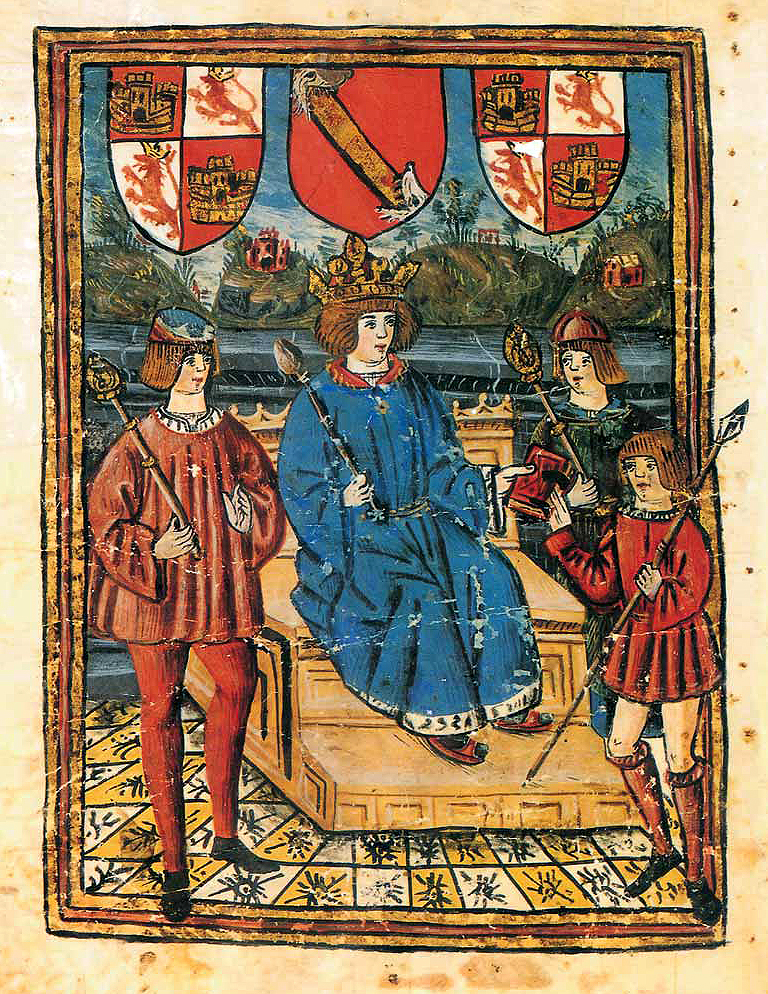
Libro del conocimiento.

### La historiografía
Si un género literario se ve afectado por los acontecimientos políticos, este es la historiografía. Es por ello que nada se nos ha conservado de la propiciada por Pedro I de Castilla. durante su reinado.
Para los sucesores de Alfonso X la historia ya no es tanto una interpretación del pasado para sostener el presente, cuanto un marco en el que justificar sus comportamientos políticos. Por tanto, no es raro que en el siglo XIV adquieran especial valor las crónicas reales y con ellas la figura del Canciller Pero López de Ayala.

### Los libros de viajes
En esta clasificación caben guías de peregrinación, recorridos de mercaderes, enciclopedias geográficas, relatos maravillosos y aventuras particulares. Las obras comparten rasgos como el itinerarium, que constituye la urdimbre o armazón del relato; la enumeración de lugares y costumbres se hace de forma cronológica, donde se le da mucha importancia al espacio; sobre todo a las ciudades; a identidad entre autor y narrador trae consigo el uso de la primera persona y la imitación de unos mismos recursos.
Los textos más destacados de este género son:
- Libro del conosçimiento. Manual geográfico y armorial anónimo castellano de finales del siglo XIV (post 1385) que, bajo la apariencia de un viaje autobiográfico, contiene un itinerario con información sobre el mundo conocido entonces, sus gobernantes y sus escudos de armas.[47]
- Libro de las maravillas del mundo. Junto con el Libro de las maravillas de Marco Polo, cuyo título y diversas estrategias de novelización toma prestados, es, sin duda, el texto de este género más difundido en la Europa medieval. El viaje de Mandeville combina la forma de peregrinación con la adición de dos tipos de materia fabulosa: las de las leyendas devotas y buena cantidad de monstruos de tradición pliniana.[47]
- Visión de don Túngano. Viaje alegórico redactado en torno a 1140 por un monje irlandés, se convirtió en una de las obras paradigmáticas de las visiones apocalípticas. Los testimonios peninsulares de este libro son bastantes, ya que se conservan traducciones al portugués, catalán y aragonés.[47]
- Purgatorio de San Patricio. Como la anterior composición, es un viaje alegórico. Es un relato sumamente divulgado, pues en gran número de manuscritos aparecen versiones latinas de la narración. Así, se recoge en las Flores Historiarum de Roger de Wendover, en la Leyenda áurea, en el Speculum historiale de Vicente de Beauvais.[48]

### La hagiografía

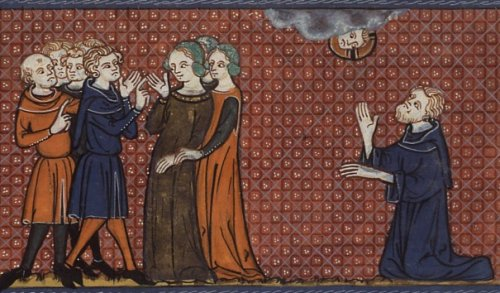
La vida de Santa Pelagia.

- La Legenda aurea (Leyenda dorada) es una colección de vidas de santos redactada en latín por Santiago de la Vorágine en torno a 1264. Su difusión fue extraordinaria y se convirtió en la obra de referencia del género hagiográfico. Aunque no se ha conservado ninguna traducción completa en castellano, parece ser que hubo dos grandes núcleos textuales, denominados por los especialistas como «Compilación A» —formada en la primera mitad del siglo XIV— y «Compilación B», que mostraba más libertad con respecto al texto original y, en consecuencia, podía admitir la incorporación y exclusión de vitae o desarrollarlas con otro tratamiento narrativo.[48]
- La Leyenda de San Amaro. Dos testimonios medievales sobreviven de este relato, ajeno a las grandes compilaciones hagiográficas: uno portugués y otro castellano, entre los que no hay relaciones textuales.[48]
- La Vida de San Alejo. Poema hagiográfico de 625 versos compuesto a principios del siglo XI. En él, Alexis, hijo de un conde romano, acepta el matrimonio que le impone su padre. Sin embargo, huye el mismo día de la boda para dedicarse a la religión. Llega hasta Siria donde, tras repartir todo su dinero entre los pobres, se convierte en mendicante durante diecisiete años, transcurridos los cuales regresa a Roma donde permanece otros diecisiete años de incógnito, en la casa paterna, oculto bajo una escalera. Cuando muere, su cuerpo es hallado junto a un pergamino en el que cuenta su vida.[48]
- La Vida de Santa Pelagia. Está emparentado con el mester de clerecía. El texto es similar a la Estoria de Santa María Egiçiaca, que narra la vida de Pelagia de Antioquía, asceta cristiana del siglo V.[49]

### La cuentística y la literatura sapiencial
La cuentística sufre, en esta segunda mitad del siglo, una curiosa evolución: apenas hay género literario que no incluya exempla en muchas de sus manifestaciones, pero no se realizan colecciones concretas. A excepción del Libro de los gatos y de los Enxemplos que pertenesçen al Viridario.

## Enrique III (1390-1406)

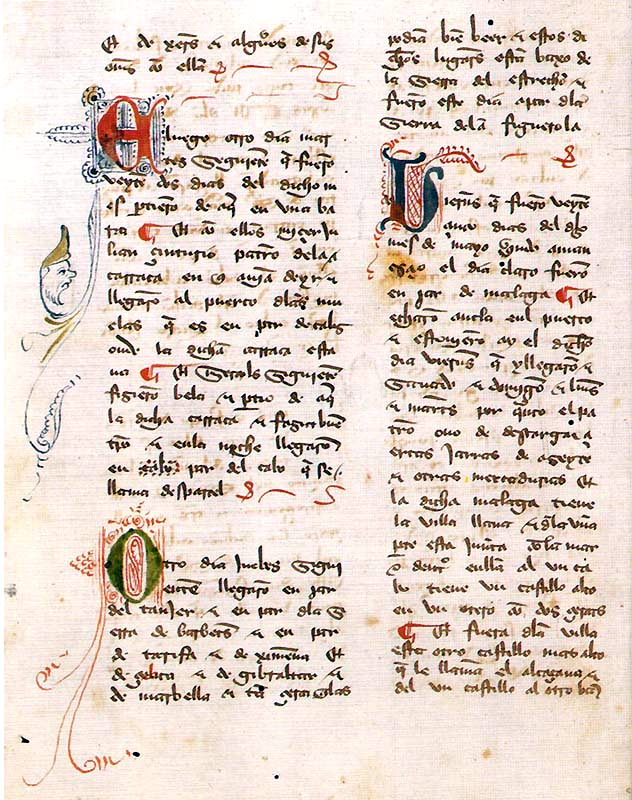
Manuscrito de la Embajada a Tamorlán.

No fue fácil el reinado de Enrique III el Doliente, motejado así por sus achaques. Además de a la crisis económica, tuvo que enfrentarse al problema religioso, en dos frentes: antisemitismo y el Cisma de Occidente. También enfrentó dificultades políticas, motivadas por la ambición de la nobleza.

### La historiografía
Como ya se ha visto, el advenimiento de los Trastámaras propició el desarrollo de las crónicas reales como forma de explicar el presente y dotarlo de un entramado ideológico propio. La consecuencia lógica de esta reducción del punto de vista historiográfico será la aparición de las crónicas particulares: biografías de personas que querrán dejar en el tiempo su huella a fin de justificar unas determinadas acciones.
Por lo tanto, el siglo XV no es el mejor momento de las crónicas generales. Aunque hay algunas reseñables:
- Crónica de 1404. Es la más original. Su aporte más significativo consiste en la atención que presta a la materia caballeresca, sobre todo a los episodios artúricos.[52]
- Cuento de los reyes. Es un breve sumario centrado en el reinado de Pedro I y los primeros años de su hermanastro como rey de Castilla. Está inserto en El Victorial de Díaz de Games, quien lo atribuye al abuelo de Pero Niño.[52]
- El Sumario del Despensero de la reina doña Leonor es la mejor muestra del género. El autor crea una nueva estructura historiográfica en la que mezcla elementos de las crónicas reales (las biografía de los monarcas como soportes temporales) con otros de la cronística general.[52]

### Las relaciones de viajes
La Embajada a Tamorlán es el libro de viajes más conocido de la época. Escrito en 1406 por Ruy González de Clavijo, su contenido es una relación completa y minuciosa de la embajada que este autor realizó, junto con el dominico Alfonso Páez de Santamaría a Samarcanda ante el rey Tamerlán por decisión diplomática del rey Enrique III de Castilla.

## Juan II (1406-1454)

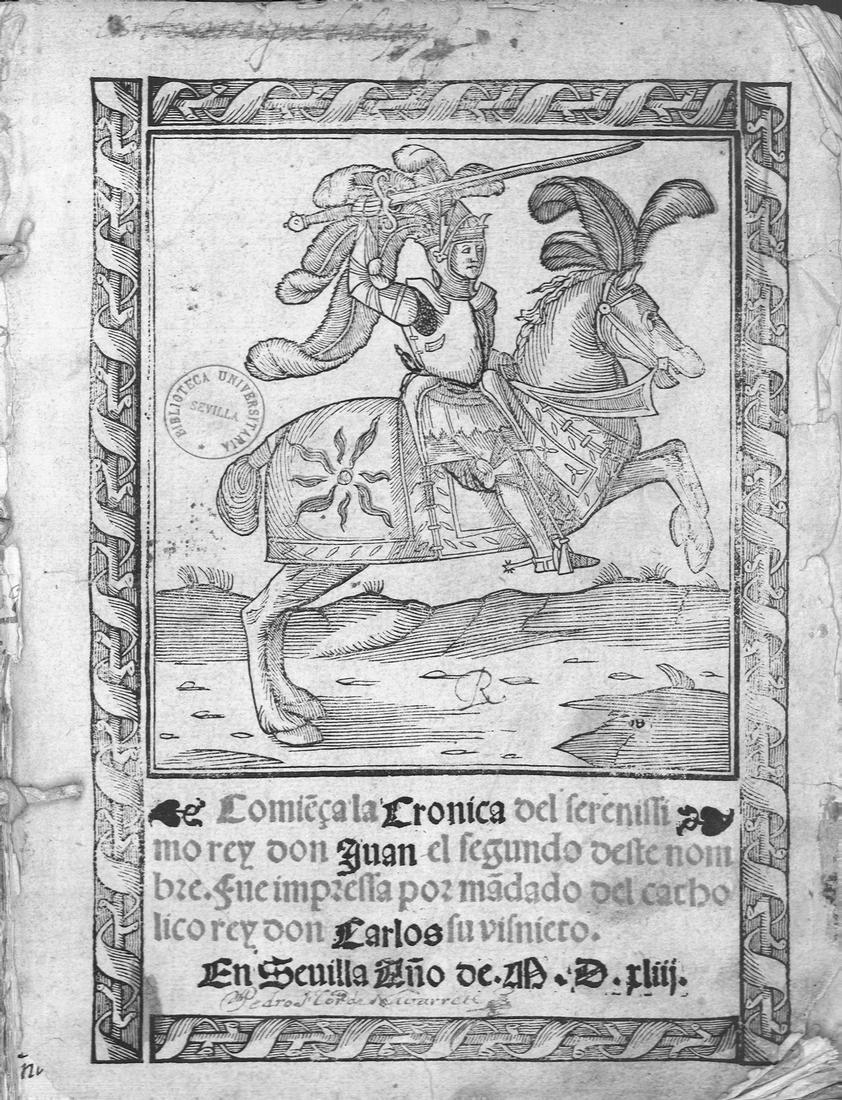
Crónica de Juan II, en una edición de 1543.

La literatura surgida en el reinado de Juan II es, en buena parte, consecuencia de los enfrentamientos por el poder entre tres círculos de poder. El primero era conocido como «aragonesista», partidarios de Fernando de Antequera —rey de Aragón y tío de Juan II—, y de sus descendientes. Los otros dos partidos eran los de los nobles y el constituido en torno a la figura del favorito Álvaro de Luna. Las diferentes concepciones de la monarquía castellana que tenían cada uno de los grupos ocasionaron sendas pugnas en la primera mitad del siglo XV.

### La historiografía
- La Crónica de Juan II. Conoce tres momentos en su elaboración. Fue redactada por Álvar García de Santa María. La primera parte (1406-1419) comprende la primera mitad del reinado, centrándose en la figura del regente Fernando de Antequera. El difunto rey Enrique III el Doliente es presentado como un modelo de virtudes. De la segunda parte descuella como protagonista Álvaro de Luna, valido real. Una refundición, atribuida a Pérez de Guzmán, cuenta la vida y obra de Álvaro de Luna, tomando especial interés por su auge y declive.[56]
- La Crónica del Halconero. Su redacción conoces dos fases importantes. En la primera (1420-1441), el autor, Pero Carrillo de Huete, logra crear una magnífica crónica diplomática a través de la consulta de cualquier documento que llegara a la Cancillería. El autor de la segunda parte (1441-1450) es Lope de Barrientos, quien otorga más importancia al panorama político y a los hechos acaecidos durante el reinado de Juan II.[57]
- La llamada Refundición del Halconero. Atribuida tradicionalmente a Lope de Barrientos, la autoría es discutida, como también se debate que sea una continuación de la Crónica del Halconero. Gómez Redondo señala que «se trata de una redacción cronística totalmente independiente de cualquiera de las líneas historiográficas dedicadas a Juan II, atribuible, (...) con las cautelas adivinables, a Fernán Pérez de Guzmán (...)».[57]
- Las Crónicas particulares. El advenimiento de la Casa de Trastámara propició el desarrollo de las crónicas reales como forma de explicar el presente y dotarlo de un entramado ideológico propio. La consecuencia lógica de esta reducción del punto de vista historiográfico será la aparición de las crónicas particulares: biografías de personas que querrán dejar en el tiempo su huella a fin de justificar unas determinadas acciones. Antes del siglo XV solo Don Juan Manuel había convertido su vida en materia literaria. Será ahora la nobleza —tanto la vieja como la nueva— la que se configure un orden histórico.[58]

### El orden cultural de la nobleza

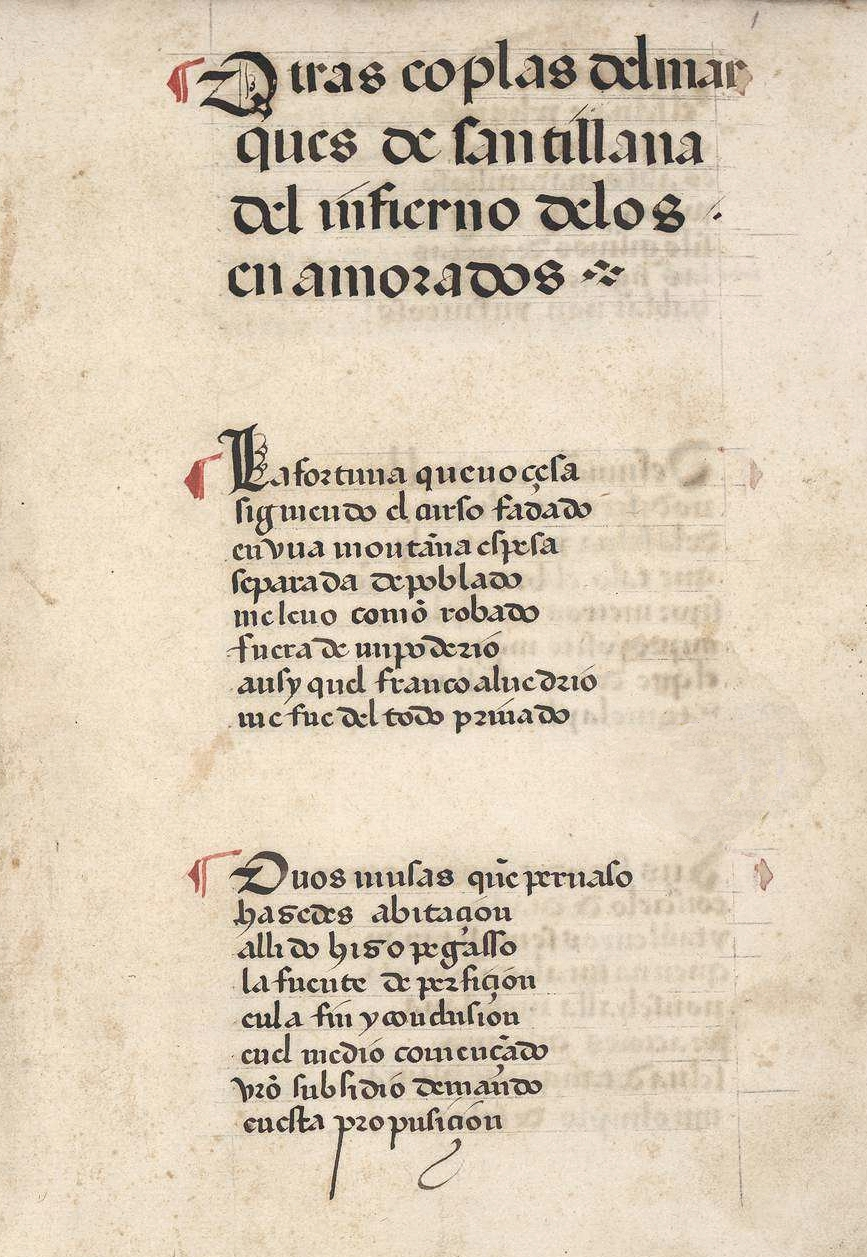
El infierno de los enamorados, obra del Marqués de Santillana.

Mucho se ha discutido sobre el posible prehumanismo hispánico. Sin embargo, este no es posible por varias razones, como la ignorancia de las lenguas clásicas por quienes pudieron protagonizarlo, excepto Villena. También contribuyeron a ello factores como la inexistencia de un público que recibiera las producciones. Además, las concepciones humanísticas entran en la Península a través de Aragón. y que la corte castellana está cada vez más alejada de aquella.
Sí se crearán círculos literarios y talleres de producción libresca que dependerán por entero de la curiosidad y diligencia de quien los promueva.
- Enrique de Villena. Su obra abarcó numerosos temas, ya que en su vida cultivó variedad de ciencias desde la medicina, la teología, astronomía e incluso la poesía. Pero donde más destacó fue en la traducción de textos a diversas lenguas. Algunas de sus obras fueron destruidas, otras en cambio dudan su propia autenticidad. Fue personaje discutido en su tiempo e incluso después. La fama que alcanzó, más como mago que como literato, inspiró a Ruiz de Alarcón, Rojas Zorrilla, Quevedo y Hartzenbusch, quienes le convirtieron en personaje de alguna de sus obras.
- Íñigo López de Mendoza, más conocido como Marqués de Santillana.  Fue uno de los primeros historiadores de la literatura española y le preocupó cuestiones de poética, como demuestra el prólogo que puso a sus obras, el Proemio e carta al condestable don Pedro de Portugal. Toda su obra puede inscribirse dentro de la Escuela alegórico-dantesca; fue sin duda alguna el más ferviente admirador que tuvo Dante Alighieri en España, y también asimiló lo que pudo del humanismo del Petrarca y de Giovanni Boccaccio.

### El orden cultural de la realeza

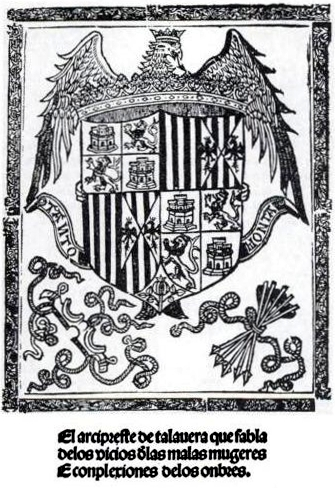
El Corbacho, obra de Alfonso Martínez de Toledo, el arcipreste de Talavera.

Pocos reyes ha habido tan inhábiles en el ejercicio de la política y tan atentos a la promoción y traducción de obras como Juan II. Así lo describe Fernán Pérez de Guzmán en sus Generaciones y semblanzas:

Plaziale oyr los omes auisados e graçiosos e notaua mucho lo que dellos oya, sabia fablar [e] entender latin, leya muy bien, plazianle muchos libros e estorias, oya muy de grado los dizires rimados e conoçia los viçios dellos, auia grant plazer en oyr palabras alegres e bien apuntadas, e aun el mesmo las sabia bien dizir. Usaua mucho la caça e el monte e entendía bien toda la arte dello. Sabia del l´arte de la música, cantaua e tañia bien, e aun en el justar e juegos de cañas se auia bien. Pero como quier que de todas estas graçias ouiese razonable parte, de aquellas que verdaderamente son virtudes e que a todo ome, e prinçipalmente a los reyes, son nesçesarias, fue muy defetuoso.
Fernán Pérez de Guzmán, Generaciones y semblanzas.

Aunque no hay que olvidar que contó con una cancillería gobernada por la familia Santa María y con un consejo formado por doctores y religiosos instruidos, a quienes encargó tratados de muy diferentes disciplinas.
- Pablo García de Santa María. Su producción vernácula está vinculada a sus cargos —Canciller Mayor y educador de Juan II—, de donde debe provenir su interés por la historiografía. Su obra más conocida es Las siete edades del mundo, compendio de historia universal y nacional en 339 estrofas de arte mayor y redactado en torno a 1418 - 1426. Hacia 1460 se realizó una refundición que va acompañada de una prolija glosa en prosa. Esta refundición prolonga el relato historiográfico original y añade una gran cantidad de retoques y correcciones al texto que, por lo general, no afectan a su contenido.
- Álvar García de Santa María, hermano del anterior, fue el encargado de continuar el registro de la crónica real, interrumpido a la muerte de Pero López de Ayala. Desempeñó esta tarea hasta 1434, año en el que —afirma Pérez de Guzmán en el prólogo a sus Generaciones y semblanzas— «la estoria le fue tomada e pasada a otra manos e, segund las ambiçiones desordenadas que en este tiempo ay, razonablemente se deue temer que la coronica non este en aquella pureza e sinpliçidad que la el hordeno (...)».
- Alfonso de Cartagena. Fuera de sus traducciones de doce libros de Séneca, por los que estaba particularmente interesado, y de las ya citadas obras de Cicerón, escribió un  Rerum in Hispania gestarum Chronicon (h. 1456), que es una historia de España seguidora de Flavio Josefo, Floro y Jiménez de Rada titulada Anacephaleosis.
- Alonso Fernández de Madrigal. Conocido como el Tostado, u ingente obra latina —llegó a hacer proverbial la expresión «escribir más que el Tostado»— ocupó quince grandes volúmenes en la edición veneciana publicada entre 1507 y 1530. La parte mayor consiste en extensos comentarios en latín a varios libros de la Biblia.
- Arcipreste de Talavera. Su verdadero nombre era Alfonso Martínez de Toledo. Escribió dos hagiografías: una Vida de San Isidoro y una Vida de San Ildefonso, así como una compilación histórica que abarca desde los reyes godos hasta Enrique III (Atalaya de las crónicas, 1443) y el El Corbacho o Reprobación del amor mundano (1438), cuyo título procede del Corbaccio de Giovanni Boccaccio, aunque no se inspira en él. Se trata una invectiva contra el amor mundano y la lujuria dividida en cuatro partes que tienen por objeto explicar con detalle los perniciosos efectos del amor terrenal en el espíritu y en el cuerpo del hombre.
- Diego de Valera. Escribió Epístolas llenas de consejos a los reyes, en estilo castizo. Una historia del mundo hasta su época basada en cronicones anteriores, titulada Crónica abreviada o Valeriana (1482), en la que destaca la parte dedicada a Juan II, como conocedor directo de los hechos. Una crónica de Enrique IV es el Memorial de diversas fazañas, cuya continuación de la misma pluma es la Crónica de los Reyes Católicos, que abarca entre los años 1474 y 1488 y trata sobre la guerra contra Portugal y la guerra de Granada. Entre sus fuentes puede reconocerse, para la primera, las Décadas de Palencia, y, para la segunda, las Cartas del Marqués de Cádiz.

### Los tratados enciclopédicos

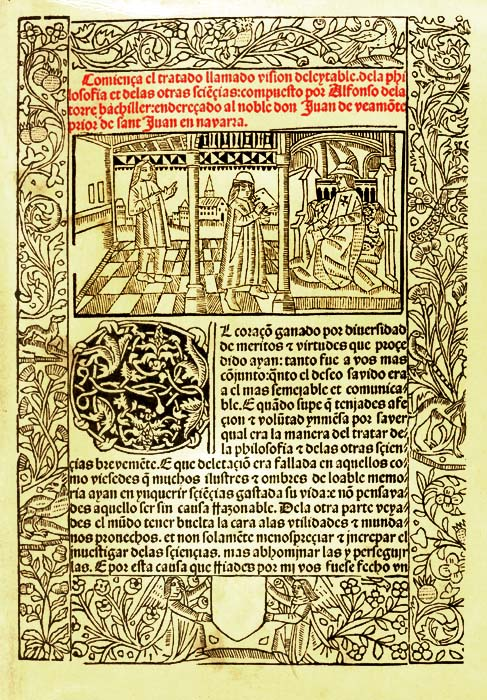
Visión deleitable.

Sin alcanzar el desarrollo de la corte alfonsí, entre 1430 y 1450 se vuelve a promover por iniciativa regia este tipo de textos. Seguramente, el fruto más granado de este impulso sea la Visión deleytable del bachiller Alfonso de la Torre.

### El desarrollo de la cuentística
Aunque este género va a quedar alejado de la literatura cortesana y de la ficción, esto no supone su decadencia ya que adquirirán una orientación básicamente religiosa, lo que propiciará la formación de colecciones y su pervivencia. Las principales compilaciones de este periodo son:
- Libro de los exemplos por a. b. c.. Obra de Clemente Sánchez de Vercial, realizada para Juan Alfonso de la Borbolla, canónigo de Sigüenza. Una de las compilaciones de exempla más conocidas de la literatura medieval española. Tiene la particularidad de ser la única recopilación de ejemplos en orden alfabético. La cantidad y el tamaño de fuentes que poseen añaden aún más importancia al texto.[61]
- El Espéculo de los legos. Traducción al castellano de la obra Speculum Laicorum, escrita en latín a fines del siglo XIII. La traducción se realizó en la primera mitad del siglo XV. En principio se había organizado por orden alfabético, aunque en la traducción al español esta costumbre se pierde. Tampoco se ha esclarecido su meta, ya que algunos autores consideran que era servir de instrumento a predicadores, pero otros debaten arguyendo que era sólo una obra de lectura. Las principales fuentes de este texto son la Biblia y los textos de los Padres Apostólicos.[61]
- Los Exemplos muy notables. Compilación de las prédicas de dominicos franceses, como Vicente de Beauvais, Étienne de Bourbon y Humberto de los Romanos. Posee coincidencias con muchas obras de dominicos, incluso más tardías, como las de Arnoldo de Lieja (Alphabetum Narrationum) y Juan Gobio.[61]
- Los Hechos y dichos memorables de Valerio Máximo. Su título original es Factorum et dictorum memorabilium. Es la compilación más antigua de ejemplos que han llegado a nuestros días. Es una traducción de la obra de Publio Valerio Máximo son el principal repertorio de ejemplos que la Antigüedad lega a la Edad Media. Se trata de una recopilación de relatos breves, curiosos o morales, sin valor científico.[61]

### Los nuevos desarrollos de la ficción
La ficción necesita, ante todo, un público que se vea reflejado en ella. Por eso, la transformación de este o el planteamiento de nuevos problemas hace que una obra se transforme —así ocurrió, por ejemplo, con el Libro del caballero Zifar, en el que la concepción de la tercera parte es muy distinta a de la primera— o que los discursos narrativos cambien.
Hasta ahora, el amor ha jugado un papel importante en los textos medievales, pero no ha sido preponderante. En esta centuria el público de los romances exige que se le preste una atención mayor. Pero antes de que esto ocurra se debe crear la «realidad sentimental». Si se tuviera que poner fechas a la «invención», serían la de los años 1428 a 1441 pues en ellos se compila el Cancionero de Baena, cuyo prólogo define al cortesano como poeta y amador, se redacta una tratadística que reflexiona sobre el amor y la importancia que se le debe conceder a las 2.as mujeres en este marco y se traduce y glosa textos relacionados con el tema.

#### Los tratados de amor y pedagogía

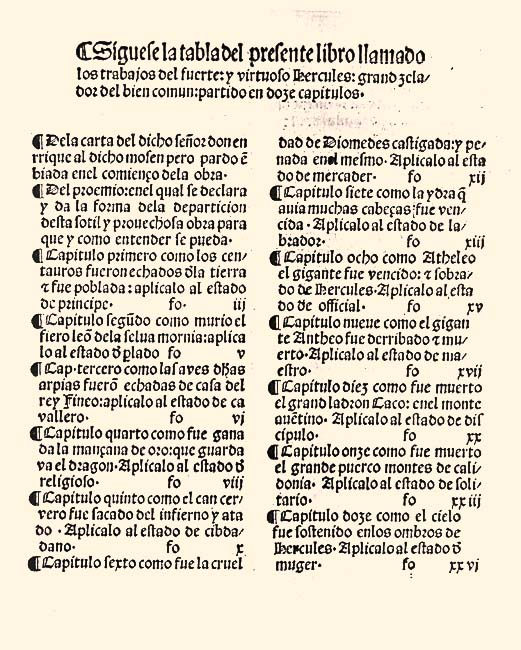
Los doce trabajos de Hércules, de Enrique de Villena.

Antes de que el amor entre en la ficción hubo todo un entramado de reflexiones teóricas, surgidas en los claustros universitarios y posteriormente trasladadas a la corte. Uno de los primeros cauces en la formación de la ideología sentimental es el Breviloquio de amor y de amiçiçia del Tostado. Obras significativas en este género son:
- Tratado de cómo al hombre es necesario amar. Carta de Alfonso Fernández de Madrigal a un compañero, donde explica su enamoramiento a un corresponsal que le reprendió por haberse enamorado. En la obra existen ciertos rasgos de autobiografía, epístola y temática amorosa. La obra se abre con un exordio que intenta dilucidar al lector sobre el propósito con el que fue escrito el texto.[63]
- Tratado de amor, atribuido a Juan de Mena.[63]

#### La tradición literaria de la ficción sentimental
Junto a los tratados antes vistos, una serie de textos van creando un nuevo público que será el receptor perfecto de la ficción sentimental.
En primer lugar se encuentra el Cancionero de Baena, cuyo prólogo dibuja ya un cortesano nuevo. Este, además de leer «estorias» y solazarse con los ocios de siempre, debe aprender y practicar un arte nuevo: «la poetrya e gaya çiençia», reservado a quien «sea de muy altas e sotiles inuençiones, e de muy eleuada e pura discreçion, e de muy sano e derecho juysio, e tal que aya visto e oydo e leydo muchos e diuerssos libros e escripturas e sepa de todos lenguajes, e avn que aya cursado cortes de rreyes e con grandes señores, e que aya visto e platicado muchos fechos del mundo, e, finalmente, que sea noble fydalgo e cortes e mesurado e gentil e graçioso e polido e donoso e que tenga miel e açucar e sal e ayre e donayre en su rrasonar, e otrosy que sea amador, e que siempre se preçie  e se finja de ser enamorado; porque es opynion de muchos sabyos, que todo omme que sea enamorado, conuiene a saber, que ame a quien deue e como deue e donde deue, afirman e dicen qu´el tal de todas buenas dotrinas es doctado».
También era importante que las fábulas de la Antigüedad fueran vistas como algo útil y para ello interpretarlas de forma alegórica es fundamental. Aunque la técnica no es nueva —ya la usó Alfonso X—, por la misma época, Enrique de Villena escribe Los doce trabajos de Hércules, se traduce por petición expresa de algún cortesano la Genealogia deorum gentilium de Boccaccio o el Tostado redacta Las diez qüestiones vulgares.

#### La definición de la mujer

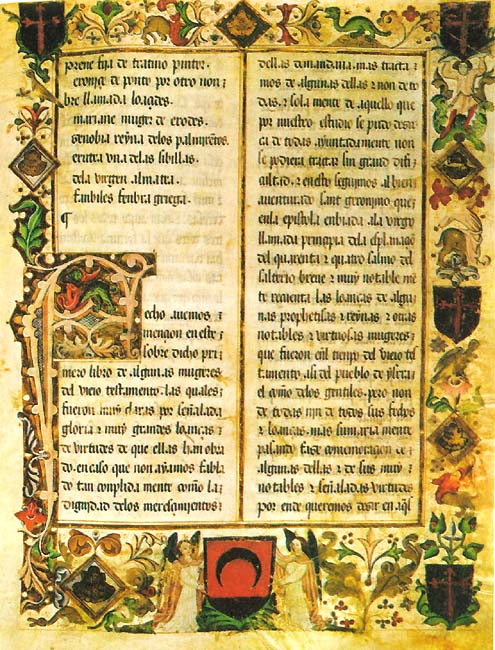
Libro de las claras e virtuosas mugeres.

La novela sentimental hará de la mujer su elemento central. Antes de que esto ocurra, una serie de textos examinarán las distintas facetas de la condición femenina. Los más importantes son:
- Libro de las claras e virtuosas mugeres. Es un texto encomiástico que data de la primera mitad del siglo XV. Fue escrita por el valido del rey Juan II, Álvaro de Luna, con la colaboración de algunos autores como Juan de Mena. Se dice redactado a petición de muchas mujeres que querían agradecer la obra. Por primera vez, aunque es una obra de ficción, el público femenino tiene la facultad de «actuación suficiente como para encargar la redacción de un prólogo en el que se inserte su punto de vista (...)».[65]
- El Tratado en defensa de virtuosas mugeres de Diego de Valera.
- La obra de Juan Rodríguez del Padrón.

#### Las transformaciones de la materia caballeresca
Así como impulsó la tratadística sobre la mujer —fue autor de una de las obras más importantes del género: Libro de las claras e virtuosas mugeres—, Álvaro de Luna también promovió el desarrollo de la ideología caballeresca. Estas nuevas orientaciones llegan a la historiografía, que ahora se interesará por los modelos narrativos de la ficción; es decir, ya no se trata de que las crónicas recojan informaciones provenientes de géneros literarios, sino que adopta las técnicas propias del romance. El más importante ejemplo de todo esto es la Crónica sarracina de Pedro de Corral.

## Enrique IV (1454-1474)
El reinado de Enrique IV el Impotente tampoco fue fácil. A los problemas que ya tuvo su padre con la nobleza y por causa de los validos, hay que añadir el de la cuestión sucesoria: ante las dudas sobre la paternidad de su hija Juana la Beltraneja —atribuida al favorito real Beltrán de la Cueva—, se vio obligado a nombrar como sucesor a su medio hermano Alfonso de Trastámara, quien fue proclamado rey (Alfonso XII) en la Farsa de Ávila. Pero el infante murió en 1468, mas no su muerte no resuelve la cuestión ya que los partidarios del infante apoyarán ahora a Isabel, hermana de Alfonso, quien será reconocida como heredera mediante el tratado de los Toros de Guisando. Sin embargo, su concepción de la monarquía hace que sus aliados la abandonen y pasen a defender la candidatura de su sobrina Juana. Finalmente, los tratados de Alcaçovas (1479) dejarán a Isabel como única pretendiente al trono y reina de Castilla, por la muerte de su hermano en 1474.
La literatura de la época se caracteriza por el auge de las crónicas y los relatos de viajes alegóricos. Se incluye ahora en la literatura española un nuevo género: el tratado político. La ficción sentimental y las obras religiosas y hagiográficas no prosperarán como antaño lo hicieron, pero seguirán escribiéndose libros de dichos géneros.

### Tratadistas políticos

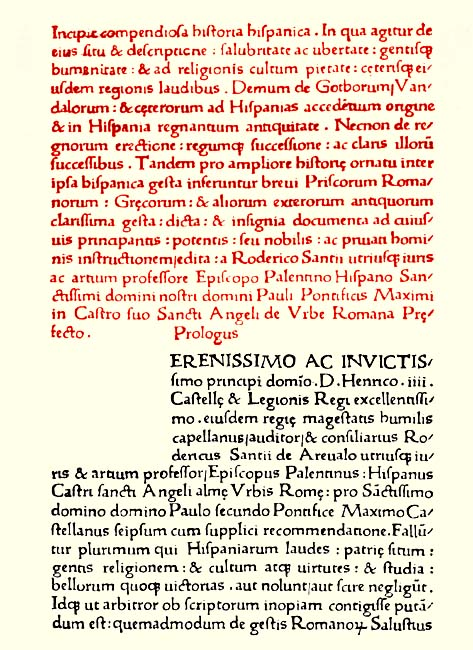
Compendiosa historia hispánica, obra de Alfonso de Palencia.

- Rodrigo Sánchez de Arévalo. Escribió una copiosa obra latina, particularmente sobre derecho canónico y política. El De arte, disciplina et modo aliendi et erudiendi filios, pueros et juvenes o «Tratado sobre técnica, método y manera de criar a los hijos, niños y jóvenes» (1453) es el primer manual de pedagogía que se realiza en España en los albores del Renacimiento; de él se sirvió abundantemente Antonio de Nebrija cuando compuso su tratado sobre la educación; sin embargo, al contrario que sus modelos humanísticos latinos, no reserva ningún papel a la formación literaria y no le confiere valor pedagógico, lo que debe imputarse a un voluntario distanciamiento de la época anterior, el reinado de Juan II, caracterizado por su amor a las letras. En De remediis aflictae Ecclesiae se propone fortalecer la autoridad del Papa frente al movimiento conciliarista y señalar remedios a los males que sufre la iglesia... y entre ellos aparece en un lugar destacado la lectura de libros paganos. La literatura sagrada ha de primar, pues, sobre la pagana.
- Alfonso de Palencia. La principal obra de Alfonso de Palencia es la monumental Gesta Hispaniensia ex annalibus suorum diebus colligentis, llamada habitualmente Décadas por estar dividida en décadas al estilo de Tito Livio. Esta crónica cubre los acontecimientos desde finales del reinado de Juan II hasta 1481, incluyendo el reinado de Enrique IV, su enfrentamiento con los partidarios de su medio hermano Alfonso, el conflicto por la sucesión de Enrique IV, la subsiguiente guerra civil y la consolidación de los Reyes Católicos en el trono tras la firma de la paz.[69]

### Escritores religiosos
- Teresa de Cartagena. La escritura de sus libros Arboleda de los enfermos y Admiraçión Operum Dey se debe, en buena medida, a la sordomudez que afectó a la autora a partir de 1453 o 1459. Está considerada como la primera escritora mística en español y el último de sus libros está considerado por algunos autores como el primer texto feminista escrito por una mujer española.
- Diego Rodríguez de Almela. Redactó la Compilación de los milagros de Santiago, descubierta y editada modernamente por Torres Fontes e, instado por el arcediano de Valpuesta Juan Manrique, un Valerio de las historias escolásticas de España (1462), imitación de Valerio Máximo en nueve libros que ofrece epígrafes morales con ejemplos históricos bíblicos o nacionales; se imprimió en Murcia en 1487 y fue durante largo tiempo muy reimpreso y mal atribuido a Fernán Pérez de Guzmán. Escribió además un Tratado que se llama compilación de las batallas campales.

### La ficción sentimental
La obra cumbre de este género en el reinado de Enrique IV es la Triste deleytación. Se desconoce el autor de esta obra, que por primera vez se separa de los cánones tradicionales hasta entonces. Señala Deyermond que está influenciado de las novelas caballerescas italianas y de los cancioneros. La protagonizan dos parejas de amantes, en la que las mujeres intentan vengarse de los hombres por reprimir sus deseos. En fin, es una obra cumbre de la ficción sentimental.

### Los libros de viajes
Los viajes al extranjero no son raros bajo los Trastámaras. Recuérdese, por ejemplo, la Embajada a Tamorlán de Ruy González de Clavijo, a Alfonso de Cartagena, delegado español en el Concilio de Basilea entre 1434 y 1439, o a Diego de Valera, quien completara su formación caballeresca en diferentes cortes europeas. Un nuevo cronista de viajes aparece bajo Enrique IV: Pero Tafur.

## Los Reyes Católicos (1474-1504)
El reinado de los Reyes Católicos, Isabel I y Fernando V de Castilla (Fernando II de Aragón) significó el tránsito del mundo medieval al mundo moderno en España. Con su enlace se consiguió la unión, en la dinastía de los Trastámara, de las Coronas de Castilla y de Aragón.
Los Reyes, apoyados por las ciudades y la pequeña nobleza, establecieron una monarquía fuerte frente a las apetencias de poder de eclesiásticos y nobles. Con la conquista de Granada, Navarra, Canarias, Melilla y otras plazas africanas consiguieron la unión territorial bajo una sola corona de la totalidad —exceptuando Ceuta y Olivenza que entonces pertenecían a Portugal — de los territorios que hoy conforman España.
Los Reyes establecieron una política exterior común marcada por el carácter diplomático de Fernando el Católico, que supondría la hegemonía hispánica en Europa durante los siglos XVI y XVII. El descubrimiento de América en 1492 supuso un hito en la historia mundial.
Esta circunstancia abrió enormes posibilidades a la economía, a la ciencia y acentuó la expansión atlántica que continuaría en los siguientes siglos.

### La novela sentimental
Es un subgénero literario histórico que se desarrolla entre el Prerrenacimiento del siglo XV y el Renacimiento de la primera mitad del siglo XVI. Se incluye dentro del archigénero épico o narrativo y se compone en prosa con versos intercalados, a veces en forma epistolar; posee temática amorosa, frecuentemente dentro de las leyes del llamado amor cortés. En esta corriente destacan:
- Diego de San Pedro. En el Cancionero General de Hernando del Castillo se conservan algunos poemas interesantes suyos («Sermón», «Desprecio de fortuna»), pero es más conocido por sus dos novelas sentimentales, el Tratado de amores de Arnalte y Lucenda (1491) y Cárcel de amor (1492) en los que interviene el amor cortés.
- Juan de Flores. Es autor de Grimalte y Gradissa (Lérida, h. 1485), novela sentimental que es en realidad una continuación de la Fiammetta de Boccaccio, como declara el mismo encabezamiento de la obra.

### Los libros de caballerías
Los que tratan de hazañas de caballeros andantes, ficciones gustosas y artificiosas de mucho entretenimiento y poco provecho, como los libros de Amadís, de don Galaor, del Caballero de Febo y de los demás. Así define Sebastián de Cobarruvias en su Tesoro de la lengua castellana o española (1611) los libros de caballerías.

### La historiografía
Afirma Robert B. Tate que

(...) hay diversos factores que distinguen la historiografía de esta época con la de los reinados precedentes. En primer lugar, la Corona da muestras de un interés creciente por la historia, tanto en romance como en latín (...). En segundo lugar, se nombran historiadores que no son, como era costumbre, secretarios reales, sino personas cualificadas por haber recibido formación  académica, preferiblemente en el extranjero. (...) En tercer lugar, se encarga a estos historiadores tanto la preparación de obras, principalmente en latín, como la traducción de las crónicas vernáculas a esta lengua. Todo esto apunta a un cambio de enfoque que puede ponerse en conexión con la práctica en otros países europeos. (...) Parece claro que los Reyes Católicos, particularmente Fernando, (...) deseaban publicar en el extranjero la historia de su país. Esperaban disipar de esta manera la leyenda de una España bárbara y acrecentar su propia reputación como monarcas ilustrados y cultos.
Robert B. Tate, Ensayos sobre la historiografía peninsular en el siglo XV, Madrid, Gredos, 1970, pág. 209. ISBN 84-7481-784-6.

Los principales autores de este género en el reinado de Isabel I son:
- Hernando del Pulgar. Entre sus obras se encuentran Letras, Libro de los claros varones de Castilla y Chronica de los muy altos y esclarecidos Reyes Catholicos Don Fernando y Doña Isabel.[72]
- Antonio de Nebrija. Este humanista español nació en la antigua Nebrissa Veneria, llamada hoy Lebrija, en la provincia de Sevilla. El joven Nebrija estudió humanidades en Salamanca y, cuando tenía 19 años, se trasladó a Italia. Su obra cumbre es la Grammatica, primera obra de estudio sobre la lengua española.
- Crónica incompleta de los Reyes Católicos. Es la obra más destacada del período. El autor de la obra no parece próximo a los monarcas. No está terminada y se desconoce el nombre del escritor que la compuso. Relata minuciosamente asuntos bélicos, lo que hace suponer que el cronista los vivió.[73]

### Las colecciones de exempla
- El Isopete. Así se conocía en la Edad Media a una serie de fábulas del griego Esopo. Llegaron a Europa a través de la versión de Fedro, traductor del siglo V. Su título completo es Esopete ystoriado, e incluye también fábulas de Aviano y Pedro Alfonso. A guisa de prólogo se incluye una biografía del fabulista. Dos de sus más egregias ediciones fueron hechas por Pablo Hurus en Zaragoza (1482, 1489). Contienen más de cien grabados.[74]
- Exemplario contra los engaños del mundo. Juan de Capua, un judío converso, tradujo al latín una versión hebrea de Calila y Dimna, que en castellano se le llamó Exemplario contra los engaños del mundo. La obra tiene un prólogo original, además, añade una genealogía del origen del texto, aunque desconoce la versión castellana.[75]

### Los libros de viajes
El Viaje de la Tierra Sancta es la obra más importante del período, que cierra la etapa dedicada a los viajes en la literatura medieval. Es obra del canónigo Bernardo de Breindenbach. Está dedicada al virrey de Cataluña, Juan de Aragón. Fue compuesta entre 1485 y 1490 a partir de un viaje emprendido en 1482. La obra comienza con el Tratado de Roma, compuesto por Martínez de Ampiés. Incluye un resumen histórico de la ciudad, de sus monumentos e iglesias y de sus emperadores, desde Augusto hasta Constantino el Grande. Fue impreso en Zaragoza por Pablo Hurus.

### La reflexión sobre la nobleza
El Nobiliario vero de Ferrán —o Ferrand, también llamado Fernán o Hernán— Mexía, es un tratado de nobleza y caballería, cuya inspiración dimana de obras como Doctrinal de caballeros, de Alfonso de Cartagena, o el Tratado de las armas, de Diego de Valera.